# Leksands IF
Leksands Idrotts Förening je švedsko športsko društvo iz grada Leksanda u švedskoj pokrajini Dalarna. 
Jedan je od najomiljenijih klubova u cijeloj Švedskoj zbog njihova uspješna kluba u hokeju na ledu i zbog činjenice da grad Leksand ima samo 6.000 stanovnika.
Usprkos malobrojnom stanovništvu, Leksand je igrao u najjačem švedskom hokejaškom natjecanju, Elitserienu od 1951. sve do 2001. i stoga je klub s najviše uzastopnih sezona u 1. ligi.
Leksands se nakon dviju sezona u 2. ligi, vratio u 1. ligu 2003/04.
Osnovan je 1919. godine, a prva hokejaška utakmica je odigrana 1938. godine. 
- Klupski nadimak: Leksand Stars
- Domaće sklizalište: Ejendals Arena
- Kapacitet: 7.600

- Klupske boje: domaćinske: bijela (plava); gostujuće: plava (bijela)

## Uspjesi
- Švedski prvaci: 1969., 1973., 1974., 1975.[1]
- Švedski Doprvaci: 1959., 1964., 1971., 1972., 1989.
- Pobjednici švedske Elitserien (ne i doigravanja): 1980., 1994., 1997.

## Poznati igrači i treneri
Umirovljeni brojevi:
- 2 Åke Lassas
- 18 Jonas Bergqvist